# Corellis Mandoline
Corellis Mandoline (Originaltitel: Captain Corelli’s Mandolin) ist eine Verfilmung des gleichnamigen Romans von Louis de Bernières aus dem Jahr 2001. Die Geschichte spielt während und nach dem Zweiten Weltkrieg auf der griechischen Insel Kefalonia.

## Handlung
Auf der beschaulichen griechischen Insel Kefalonia läuft das Leben auch während des Zweiten Weltkrieges in geordneten Bahnen, auch nachdem Italien 1940 Griechenland den Krieg erklärt hat.
In dieser Zeit wollen Pelagia, die Tochter des Arztes Iannis, und der Fischer Mandras heiraten. Als Mandras zum Kriegsdienst eingezogen wird, verloben sich beide offiziell.
Pelagia schreibt Hunderte von Briefen an Mandras, wartet aber vergeblich auf eine Antwort oder Nachrichten über den Verlobten. Dieser kann ihre Briefe nicht beantworten, weil er Analphabet ist.
Die griechischen Truppen kämpfen in Albanien erfolgreich gegen die Italiener. Als auf deren Seite das Deutsche Reich in die Kampfhandlungen eingreift, unterliegen die Griechen. Die Behörden auf der Insel weigern sich, sich den Italienern zu ergeben, ergeben sich dann aber dem deutschen Hauptmann und Verbindungsoffizier Weber aus Tirol. Die Italiener mit Capitano Antonio Corelli besetzen die Insel.
Nach der Ankunft der Italiener bietet Pelagias Vater Iannis widerwillig Corelli ein Zimmer als Quartier an, um im Gegenzug Medikamente zu erhalten. Obwohl zuerst von ihm abgestoßen, kommt Pelagia dem musikalisch interessierten Corelli näher. Sie entscheidet sich für die Liebe zu ihm und damit gegen ihren Verlobten, der sich in der Zwischenzeit dem griechischen Widerstand angeschlossen hat.
Als Italien 1943 die Kampfhandlungen einstellt, verlangen die Deutschen die Entwaffnung der italienischen Truppen unter Corelli. Mandras hingegen fordert Corelli dazu auf, seine Waffen nicht dem Feind zu überlassen und sie stattdessen den Widerstandskämpfern zu geben. Weber, der ein ehemaliger Gefährte von Corelli ist, erzwingt schließlich eine Waffenübergabe, bei der es zu einem tödlichen Zwischenfall kommt. Ein Italiener, der sich weigert sein Gewehr abzugeben, provoziert einen deutschen Soldaten und wird daraufhin mit drei weiteren Kameraden erschossen.
Nach diesem Vorfall und Verhandlungen zwischen dem italienischen und dem deutschen Kommandeur beschließen die Italiener, sich mit Waffengewalt zur Wehr zu setzen. Daraufhin erobern die deutschen Truppen mit großer militärischer Überlegenheit – sie setzen eine Flotte von Kriegsschiffen, panzertragende Landungsboote und Sturzkampfbomber ein – die Insel. Im Laufe der Besetzung verüben die deutschen Soldaten ein Massaker an der griechischen Zivilbevölkerung und an den italienischen Soldaten unter Corelli. Der schwer verletzte Corelli wird von Mandras, der immer noch um Pelagias Liebe kämpft, gerettet und anschließend von Pelagia und ihrem Vater operiert und gepflegt.
Corelli flieht mit einem Boot, während auf der Insel wieder Ruhe einkehrt. Pelagia beginnt ein Medizinstudium, um Ärztin zu werden. Unvermittelt wirft zwei Jahre später ein Erdbeben die Bewohner ins Chaos. Dr. Iannis überlebt den Einsturz seines Hauses nur knapp. Doch der sehnsüchtige Corelli taucht wieder auf, und die Geschichte kommt zu ihrem Happy End.

## Kritik
„Ein an den volks- und musikhistorischen Hintergründen des erfolgreichen Romans von Louis de Bernières vorbei inszenierter Film, der weder die romantische noch die realistische Seite der Story in den Griff bekommt. Auch darstellerisch in hohem Maße enttäuschend.“

### Auszeichnung
Cruz wurde für diesen Film und ihre Leistungen in Blow und Vanilla Sky für den Spottpreis Goldene Himbeere in der Kategorie Schlechteste Schauspielerin nominiert.
Die Deutsche Film- und Medienbewertung FBW in Wiesbaden verlieh dem Film das Prädikat besonders wertvoll.

## Historischer Hintergrund
Der geschichtliche Hintergrund des Sujets ist die völkerrechtlich illegale Erschießung von 5.200 italienischen Kriegsgefangenen durch deutsche Gebirgsjäger (→Massaker auf Kefalonia) im September 1943. Während Italien dieses Massaker bereits seit Kriegsende als L’eccidio di Cefalonia (ital. Gemetzel von Kefalonia) rezipiert, wurde es der breiten deutschen Öffentlichkeit erst 1969 durch einen Spiegel-Artikel bekannt.